# Fontcoberta
Fontcoberta è un comune spagnolo di 1 178 abitanti situato nella comunità autonoma della Catalogna.